# Tserouf
Le Tserouf (combinaison en hébreu) est une des trois méthodes d'interprétation de la Kabbale développée par Abraham Aboulafia mais déjà connu du Talmud.
Elle consiste à associer ou permuter des lettres hébraïques pour révéler d'autres sens cachés d'un mot ou d'une locution.

Alphabet hébraïque 
1e lettre aleph
2e lettre beth
Etc..

## Historique
Le  Talmud déjà parle du tserouf et d’un mode de permutation ou de combinaison, en ces termes :
« La 1e lettre permute avec la 8e et la 15e :
La deuxième permute avec la 9e et la 16e, etc. et comme signe, mnémonique, il est dit:
אני חם עליהם מפני שבעטו הניף 
« J’ai pitié d’eux, car ils ont rué » traité Shabbat (F. 104)
א ב ג ד ה ו ז 
ח ט י כ ל מ נ 
ס ע פ צ ק ר ש

Ce tableau de permutation se lit de la manière suivante:
La première lettre א aleph permute avec la lettre ח ou ס  Respectivement 8e et 15e lettre.
La deuxième lettre ב permute avec la lettre ט ou ע  respectivement 9e et 16 lettre.

Avant Aboulafia, cette technique n’était qu’une méthode d’investigation des secrets de la Loi. Avec Aboulafia, les trois procédés de guematria, notariqon et de temourah prennent place dans un large système de méditation dirigée où l’objet n’en est plus  seulement la Torah mais l’écriture tout court. Aboulafia distingue : la prononciation (MIVTA), l’écriture (MICHTAV) et la pensée (MACHNA). Et au niveau de l’écriture même il ne s’arrête pas à l’étude des combinaisons des lettres mais il va plus loin en analysant et utilisant aussi la forme des lettres.
Pour Aboulafia, le TSEROUF est un moyen, une méthode et non pas l’essentiel du travail mystique. Pour lui, le TSEROUF est une méthode de libération de l’âme captive des chaînes de la matière. Loin d’être un simple jeu, une simple jonglerie des lettres, des chiffres et des mots, le TSEROUF est une technique progressive permettant au disciple de libérer son âme dans une extase provoquée. Ainsi, Aboulafia compare le TSEROUF à une composition musicale. Dans son ouvrage "GAN NAHOUL" (Le Jardin Fermé), il nous explique ce parallèle : "Sachez que la méthode du Tserouf peut être comparée à la musique ; car l’oreille entend des sons de combinaisons diverses, en accord avec le caractère de la mélodie et de l’instrument. Ainsi, deux instruments différents, le luth et la harpe, leurs sons se combinent et l’oreille perçoit leurs variations et leurs harmonies et en éprouve de ce fait une sensation identique à celle des "langueurs de l’amour".

## Principe du tserouf
Le tserouf ou « chiffrement » introduit la notion de clé. Une clé se présente généralement sous la forme d'un mot ou d'une phrase. Pour pouvoir chiffrer un texte, biblique ou kabbalistique à chaque caractère nous utilisons une lettre de la clé pour effectuer la substitution. Évidemment, plus la clé sera longue et variée et mieux le texte sera chiffré. Il faut savoir qu'il y a eu une période où des passages entiers d'œuvres bibliques, talmudiques ou kabbalistiques étaient utilisés pour être chiffrés.

### La Table d’Aboulafia
L’outil indispensable du tserouf ou « chiffrement « est la « Table d’Aboulafia »
La première Table d’Aboulafia répertoriée figure dans un manuscrit hébreu de la Bibliothèque Nationale de France sous le numéro 778 3. Elle a été publiée de nombreuses fois au cours des siècles:
- Une première fois par Blaise-de-Vigenère dans son  Traicté des  chiffres ou secrètes manières d’escrire,lire en ligne sur Gallica,Paris,Abel L’Angelier,1586
- Une seconde fois par Moïse Schwab dans son ouvrage « Vocabulaire de l’Angélogie »en 1897[1].
- Une troisième fois par David Rouach dans son ouvrage « Les Talismans: Magie et tradition juives en 1989[2].

### Chiffrement
Pour des facilités d’analyse nous nous servirons de la table de Blaise de Vigenère publiée et analysée par David Rouach.

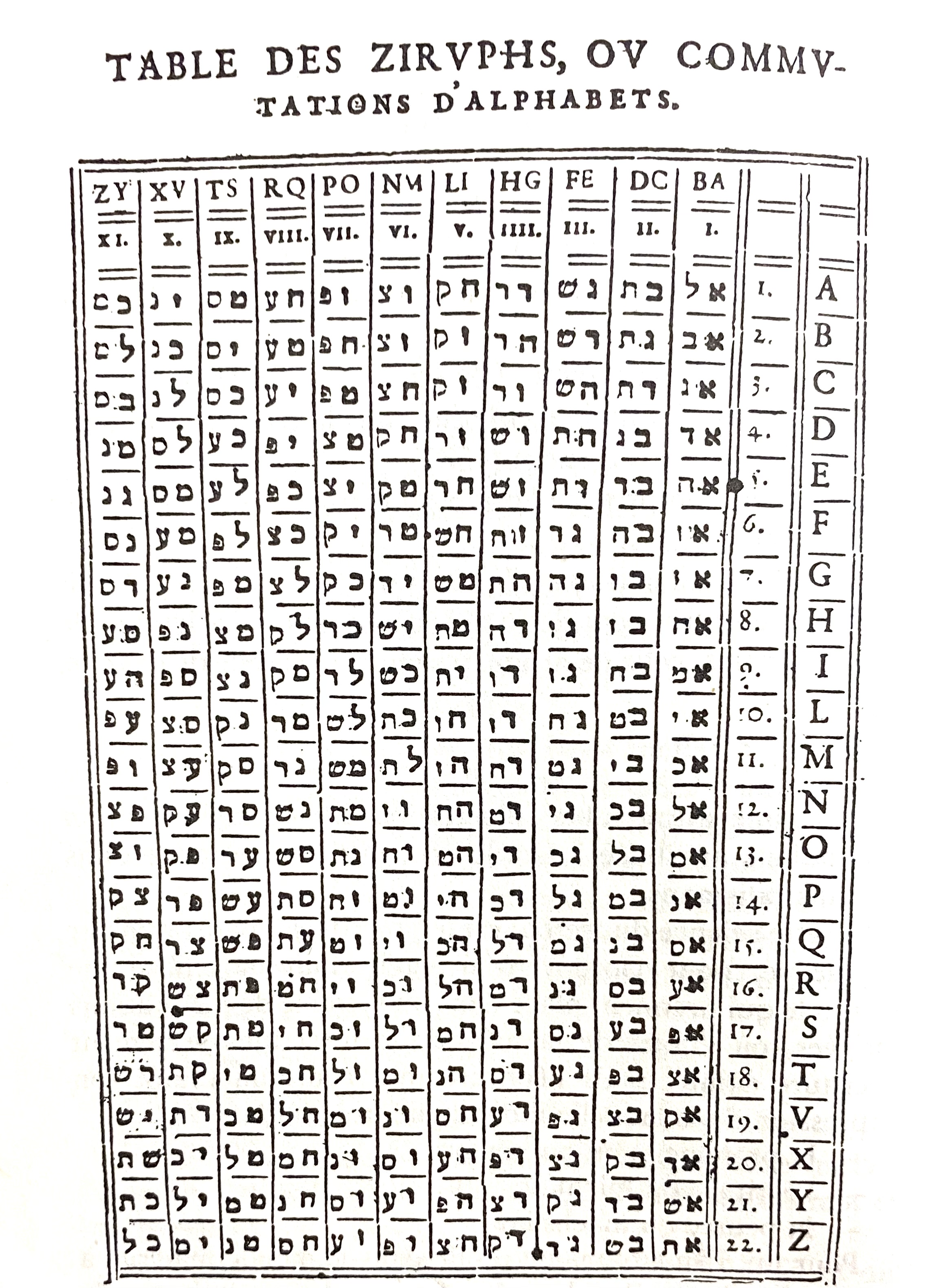

Pour chaque permutation on sélectionne dans un premier temps, la colonne (verticale)désirée numérotée de 1 à 22 . Puis pour connaître la clé on sélectionne la ligne horizontale adéquate dans laquelle se trouvent des carrés contenant deux lettres:celle de droite, permute avec celle de gauche, etc..
Le nom de la clé est à lire dans les deux premiers carrés dans laquelle elle se présente.(I puis II deuxième ligne horizontale)
Exemple: la permutation numéro 22 (colonne verticale) a pour clé את/בש en français ath/bash.
Dans le premier carré de la ligne horizontale numéro I on trouve les deux lettres את (ath) et dans le deuxième carré, les deux lettres בש(bash).L’hébreu se lit de droite à gauche.
Ainsi la clef ath/bash: elle est La permutation de la première lettre de l’alphabet aleph א par la dernière tav ת, de la seconde beth ב par l’avant- dernière shin ש, etc.
Exemple: la permutation numéro 2 (colonne verticale) a pour clé אב/גת en français ab/gat.
Dans le premier carré de la ligne horizontale numéro I on trouve les deux lettres  אב(ab)et dans le deuxième carré, les deux lettres גת (gat)L’hébreu se lit de droite à gauche.
Ainsi la permutation numéro 2 a pour clé Ab /gat : elle est la permutation de la première lettre de l’alphabet aleph א par la deuxième ב beth , de la seconde ג par  l’avant-dernière shin ת etc..
Exemple: la permutation numéro 1 (colonne verticale) a pour clé אל/בת en français al/bat.Dans le premier carré de la ligne horizontale numéro I on trouve les deux lettres אל al et dans le deuxième carré, les deux lettres בת bat. L’hébreu se lit de droite à gauche. Ainsi la permutation numéro 1 a pour clé al/bat: elle est la permutation de la première lettre de l’alphabet aleph א par la douzième lamed ל, de la seconde ב par la dernière tav ת etc..
Le Talmud déjà parle de ce troisième mode de permutation et de com-binaison.

## Extraits d'ouvrages d'Aboulafia concernant le Tserouf
Selon Aboulafia, il existe donc un effet de la musique et des combinaisons des lettres sur le corps qui est comparé à un instrument de musique :
"Car tout comme le propriétaire d’un jardin a le pouvoir d’arroser son jardin à volonté avec l’eau des rivières, de la même façon le musicien a le pouvoir d’arroser à volonté ses membres avec son âme, et grâce au Grand Nom, qu’il soit béni, tel est le sens du verset : "Et tandis que le musicien jouait de son instrument, le souffle divin sempara de lui"(2R 3, 15). Tel est le sens du KINNOR qui était accroché au-dessus du lit de David et qui jouait de lui-même dans le verset "Louez-le avec le luth et avec la harpe"(Ps 150, 3). Toutefois, cela n’était rendu possible qu’après réception de l’influx divin, appelé Nom de 72 lettres, et de la connaissance de ses voies."
"La Lumière de l’Intellect" : "La lettre est comme la matière, et le point voyelle comme le souffle qui meut cette matière, et l’entendement qui fonctionne et fait fonctionner est comme l’intellect, et c’est lui qui opère sur le souffle et sur la matière ; et le plaisir qu’en retire celui qui a accédé à ce qu’il lui était possible d’atteindre constitue le véritable but."
"Le Trésor des Délices Cachés" : "Tu ressentiras qu’un nouveau souffle viendra s’ajouter à toi, te réveillera et passera sur tout le corps, et il te réjouira, et tu auras l’impression qu’il déverse sur toi de la tête aux pieds, l’huile d’un baume parfumé, une ou plusieurs fois, et tu éprouveras un sentiment de contentement et de grande jouissance, mélangé de joie extatique et de tremblement, s’emparant de l’âme et du corps."
"Ainsi, de même que le compositeur combine les notes de la gamme selon les règles fixes et non pas de manière anarchique, le mystique combin les lettres en suivant une technique sévère Et de même que le musicien doué libère son inspiration en chants mélodieux, de même le mystique inspiré retrouve la mélodie et l’harmonie originelle du Grand Nom, et à l’écoute de ces chants d’un genre nouveau l’âme se sent soulevée vers Dieu." Guy Casaril : "Rabbi Simeon Bar Yochaï"